# Paul Pauthe
 (avril 2013).
Si vous disposez d'ouvrages ou d'articles de référence ou si vous connaissez des sites web de qualité traitant du thème abordé ici, merci de compléter l'article en donnant les références utiles à sa vérifiabilité et en les liant à la section « Notes et références ».
Pour les articles homonymes, voir Pauthe.
Paul Pauthe, né le 21 février 1850 à Castres et mort le 27 janvier 1917 à Nice, est un peintre français.
Il est le second fils du peintre et décorateur d'édifices religieux Jacques Pauthe (1809-1889).

## Biographie
Il collabore aux travaux de décoration de Jacques Pauthe dès 1870, accompagné de son frère, Henri, pour certains décors. Ce n'est que vers 1875 que Paul Pauthe deviendra artiste décorateur à part entière aux côtés de son père. Il réalise conjointement avec son père la majorité des décors religieux ou profanes.
Après la mort de son père, Paul Pauthe se tourne plutôt vers la réalisation de toiles de genre, de natures mortes ou bien de scènes    Son nom apparaît sur une liste électorale à Paris entre 1905 et 1909 avant d'être désigné comme ancien architecte à Nice dans son acte de décès, cependant peu d'œuvres ont pour l'instant été recensées.

## Œuvres
- Décorations murales en collaboration avec Jacques Pauthe :
  - Église Notre-Dame de Coursan (1886)
  - Chapelle Saint-Joseph de l'église du Carmel, Bourges, avec le concours d'Henri Pauthe (1868)
  - Chapelle de l'ancien séminaire, Ornans (1874) (détruite)
  - Église Saint-Louis, Gien (1879) (détruite)[4]
  - Église Saint-Laurent, Orléans (1882)
  - Cathédrale Saint Fulcran, Lodève (1884)[5]
  - Cathédrale Saint-Jean Baptiste, Perpignan (1873-1874)[6]
  - Église Saint-Pierre, Peyregoux (1884-1885)
  - Église Notre-Dame du Lac, Puylaurens (1881) (décors disparus)
  - Chapelle de l'institut St-Étienne, Valence d'Albigeois (1880-1881)
  - Église Saint-Louis de Choisy-le-Roi (1877),

- Décorations murales de Paul Pauthe seul :
  - Église Saint-Matthieu, Perpignan (1887)[7]

- Décors attribués à Paul Pauthe :
  - Église Saint-Louis, Choisy-le-Roi. Seconde campagne de décors créés en 1898 et 1899 qui pourraient avoir été réalisés par Paul Pauthe mais qui ont disparu, seuls les titres des saints originellement représentés ont été conservés.

## Peintures
- L'apparition de Jésus Christ à Marguerite Marie Alacoque, huile sur toile, cathédrale Saint-Jean Baptiste de Perpignan
- Apollon sur son char, toile décorative, originellement montée sur un châssis pour décorer un plafond, musée Hyacinthe Rigaud, Perpignan
- Le bon samaritain, huile sur toile, collection particulière
- Les deux sœurs, huile sur toile acquise par le musée Goya de Castres en 2016 [8]
- Nature morte au canard, huile sur toile, collection particulière
- Nature morte au lapin, huile sur toile, collection particulière
- "Nature morte, corbeille de fruits", huile sur toile, collection particulière
- Portrait d'un militaire, huile sur toile , collection particulière [9]
- Jeunes enfant portant une corbeille de fleurs, huile sur toile vendue aux enchères à ABELL Auctions, Los Angeles en 2013, collection particulière. Vendue une seconde fois aux New Orleans Auction galleries le 24.07.2021 [10]